# Christian Marty
Christian Marty (Parigi, 12 novembre 1945 – Gonesse, 25 luglio 2000) è stato un aviatore e sportivo francese.
Pilota di Concorde e istruttore di volo, fu il comandante del Concorde coinvolto nell'incidente del volo Air France 4590.

## Biografia
Pilota di aerei di linea dal 1969, Christian Marty fu un veterano della compagnia Air France: in carriera pilotò i Boeing 727 e gli Airbus A320 e A340, per poi approdare nel ristretto gruppo di piloti dell'aereo di linea supersonico franco-inglese Concorde.
Grande sportivo, nel 1982 fu il primo francese ad attraversare l'Atlantico in windsurf, compiendo il percorso da Dakar (Senegal) a Caienna (Guyana francese) in 37 giorni e senza assistenza.
Tra il 12 e il 13 ottobre 1992, Marty fu pilota del Concorde che, nell'ambito delle celebrazioni per il 500º anniversario dell'approdo in America di Cristoforo Colombo, partì dall'aeroporto di Lisbona e circumnavigò il globo in poco meno di 33 ore compiendo 6 scali.
Il 25 luglio 2000, ai comandi del Concorde che operava il volo Air France 4590, diretto da Parigi a New York, all'età di 53 anni, Marty trovò la morte in quello che fu l'unico incidente occorso al prestigioso velivolo supersonico e che diventò uno degli elementi che ne decretarono il declino e la fine del servizio. Al momento del decollo dall'aeroporto Charles de Gaulle, una striscia di metallo caduta da un altro aereo ruppe uno pneumatico del Concorde e un grosso frammento di gomma colpì un serbatoio del carburante, che iniziò a fuoriuscire e si incendiò a causa di un arco elettrico. Con due dei quattro motori ed il carrello di atterraggio fuori uso, il comandante riuscì a mantenere il sangue freddo e a pilotare il Concorde in condizioni estreme, conducendolo in una zona lontana dai centri abitati e tentando di portarlo verso l'aeroporto Le Bourget; sfortunatamente l'aereo non riuscì a prendere quota, si inclinò a causa della spinta non simmetrica dei motori, perse velocità diventando ingovernabile e precipitò contro l'albergo Hotellissimo a Gonesse, provocando la morte di 4 persone a terra, oltre a quella dei 9 membri dell'equipaggio e dei 100 passeggeri a bordo.